# Desmodium affine
Desmodium affine är en ärtväxtart som beskrevs av Diederich Franz Leonhard von Schlechtendal. Desmodium affine ingår i släktet Desmodium och familjen ärtväxter. Inga underarter finns listade i Catalogue of Life.

## Bildgalleri

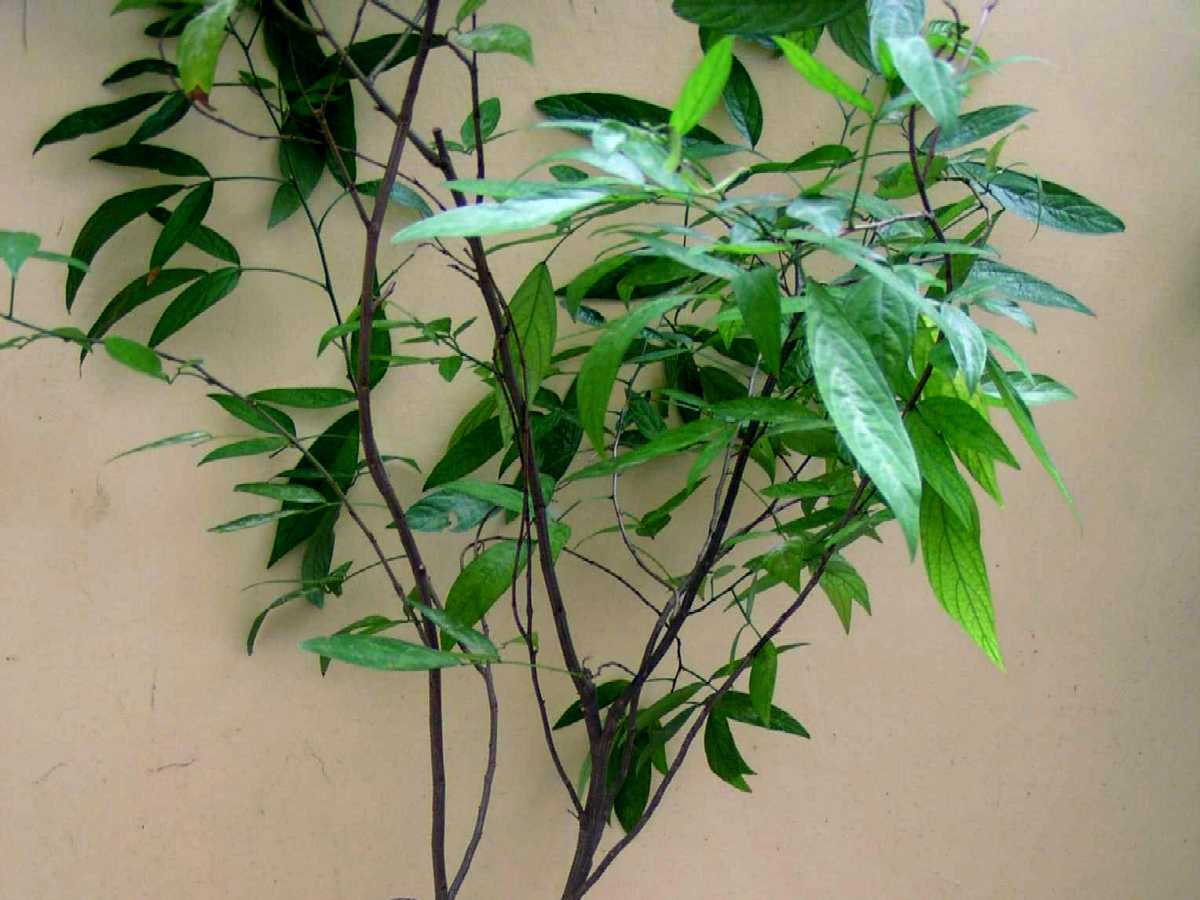
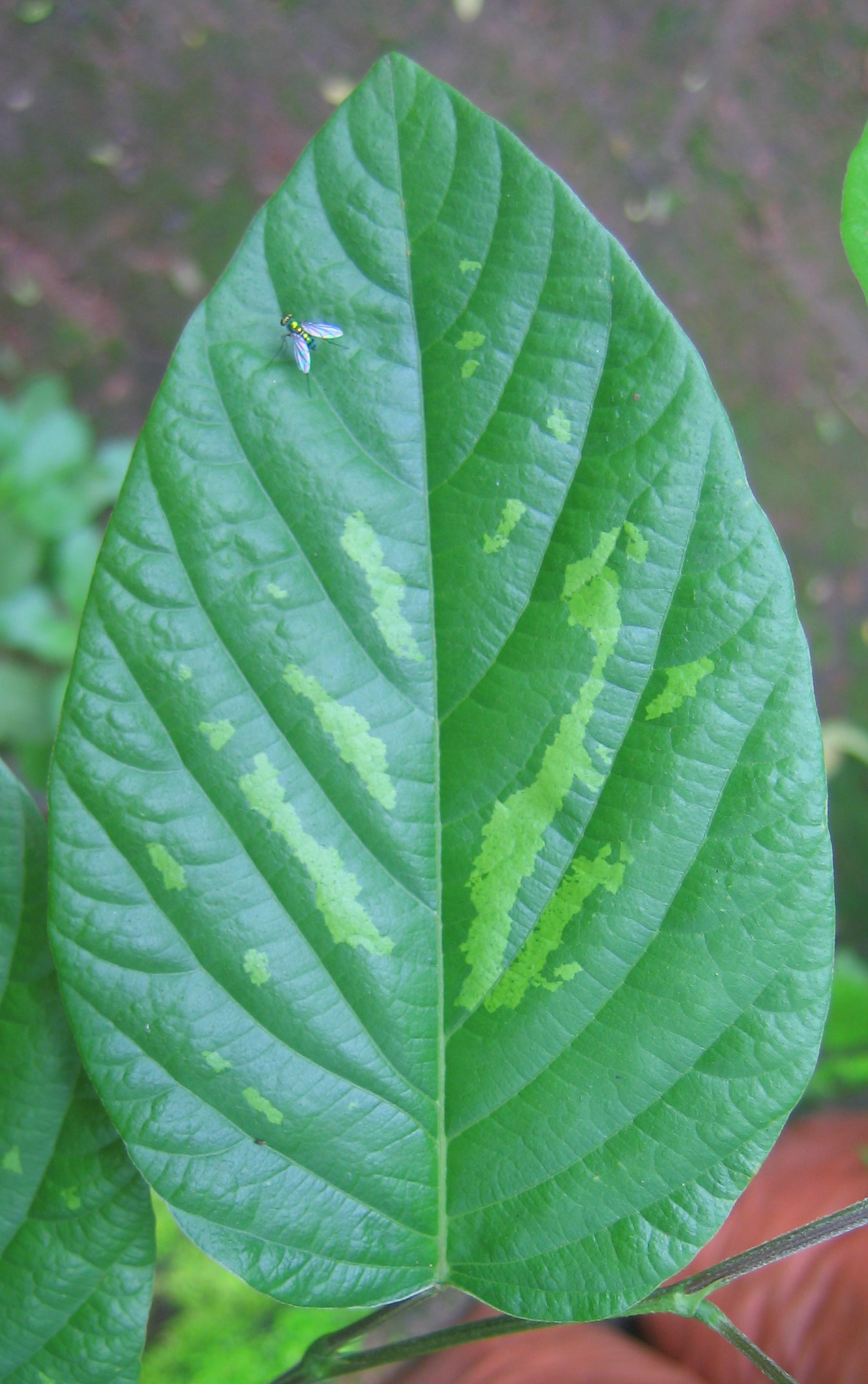
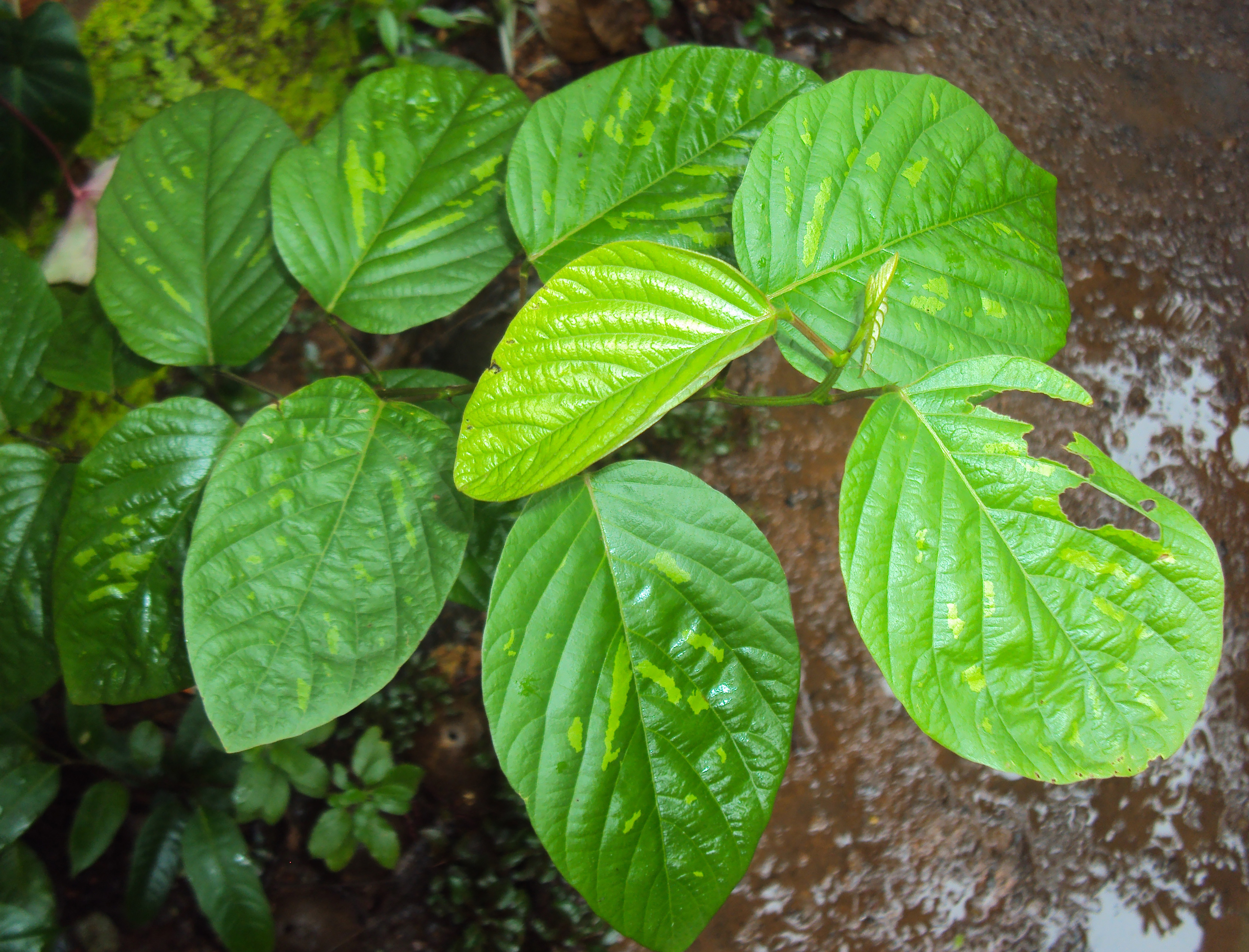
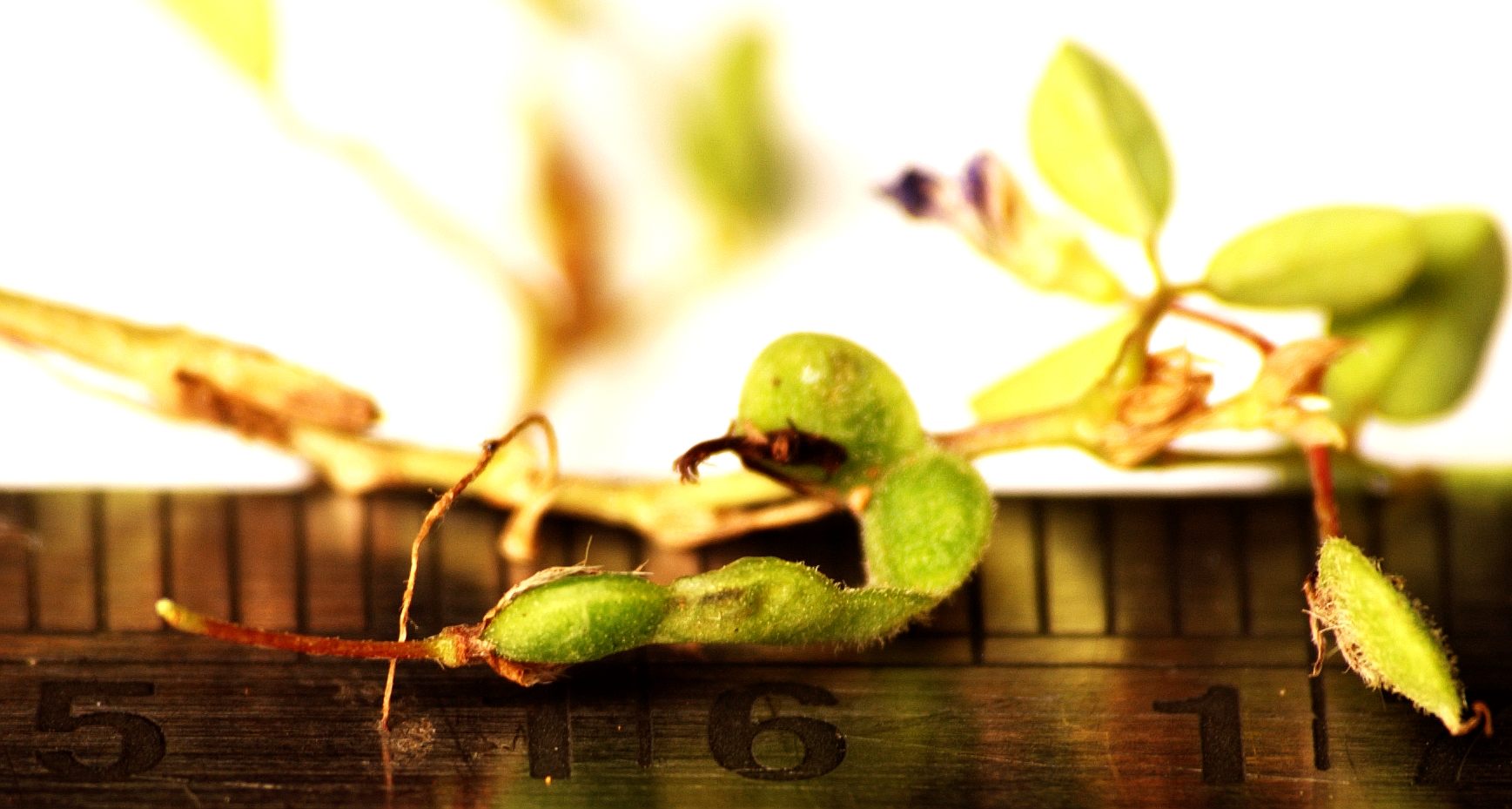